# Berberis actinacantha
Berberis actinacantha – gatunek roślin z rodziny berberysowatych. Występuje w północnym i środkowym Chile.